# Проєкт «Альманах»
Проєкт «Альманах»; Континуум — американський науково-фантастичний фільм 2015 року, знятий Діном Ісраелітом у його режисерському дебюті, за сценарієм Джейсона Гаррі Пейгана та Ендрю Дойчмана. Знятий у 2013 році; був запланований на початок 2014 року, дату виходу перенесли на 30 січня 2015 року.

## Про фільм
Копирсаючись в майстерні батька, що давно помер, старшокласник-винахідник Девід знаходить креслення та запчастини — вони виявляються деталями машини часу. Коли Девід з друзями збирає й налаштовує пристрій, він виявляє — воно може переміщатись лише на кілька днів в минуле.
Цього, однак, виявляється достатньо, щоб виграти в лотерею, виправити оцінки, врятувати родину від банкрутства та почати отримувати задоволення від життя.
Але хлопці не врахували, що навіть невеликі зміни в минулому можуть призвести до незворотніх наслідків.

## Знімались
| Актор             | Роль        |
| ----------------- | ----------- |
| Емі Ландекер      | Кеті Раскін |
| Софія Блек-Д'Еліа | Джессі      |
| Вірджинія Гарднер | Крістіна    |
| Джонні Вестон     | Девід       |
| Сем Лернер        | Квінн       |
| Гарі Вікс         | Бен Раскін  |
| Гарі Ґраббс       | Лоу         |
| Патрік Джонсон    | Тодд        |